# Войнович, Иво
И́во Во́йнович (1857—1929) — сербский писатель и драматург, юрист.

## Биография
Окончил юридический факультет в Загребе (1880). С 1911 года стал основным драматургом Хорватского народного театра в Загребе.

## Пьесы
- комедией «Психея и Эквиноций» (1894).
- «Дубровницкая трилогия» (1903) о завоевании Дубровницкой республики Наполеоном. Роль Великого Орсата играли Д. Дуйшин, М. Гаврилович, Д. Милутиновнч и др.
- трагедия «Смерть матери Юговичей» (1906) по мотивам народной песни о гибели сербского царства после поражения на Косовом поле. В загребском театре роль матери Юговичей играла Мария Ружичка-Строцци.
- «Дама с подсолнухами» (1912)
- драма «Маскарад на мансарде» (1924)